# Lavabo
✓

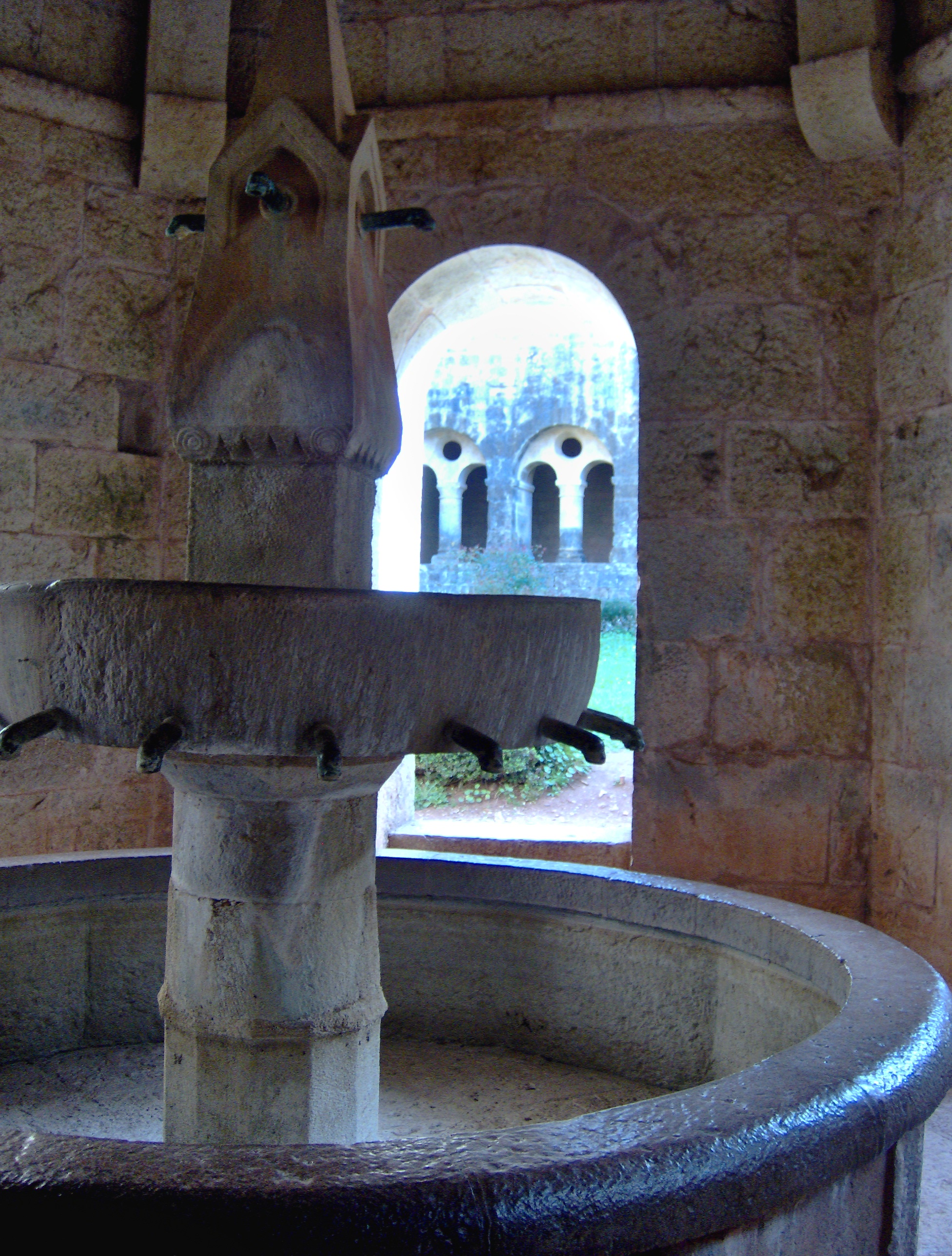
Antigo lavabo na abadia de Le Thoronet

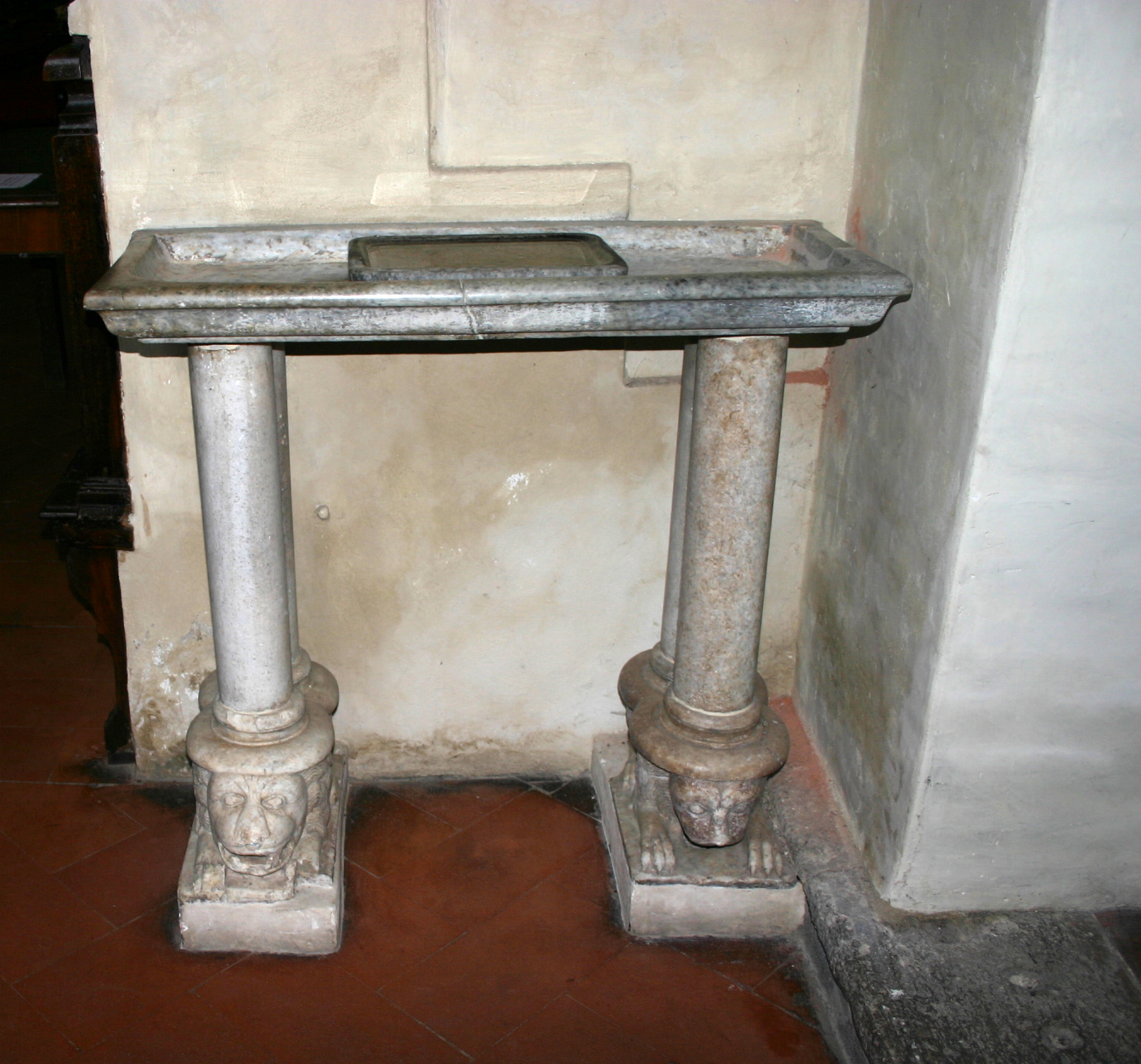
Lavado na igreja de San Marco, Milão

Lavabo é um  depósito de água (por exemplo uma pia) para lavar as mãos. Lavabo, na religião católica, também é a cerimónia da lavagem dos dedos, na missa, e oração que a acompanha.
Na construção civil, arquitetura, Lavabo é geralmente o menor ambiente da residência, tendo em média de 2 a 5 metros de área. 
Projetos de casas de menor tamanho não incluem o espaço para um Lavabo posto que ficaria inviável. Porém em projetos onde os espaços interiores são maiores, costuma-se incluir um lavabo, de forma a que as visitas possam utilizá-lo para lavar suas mãos antes do jantar, ou almoço. 
Por não ser considerado um banheiro (não tem chuveiro) e por ser pequeno, as vezes ele é deixado meio de lado no projeto. 
Os materiais utilizados são os mais variados, indo desde a madeira até o aço inox. Como o ambiente é geralmente muito pequeno, usar espelhos, vidros e outros materiais translúcidos ajudam a aumentar a sensação de espaço. Outro ponto importante na hora de projetar um lavabo é a circulação. 
Em alguns casos, os profissionais optam por mudar a abertura da porta do lavabo para fora, aumentando a área útil dentro do mesmo. Porém, essa opção deve ser escolhida se for extremamente necessário. Porta abrindo para fora pode causar pequenos acidentes…  
A iluminação também deve ser bem projetada. Geralmente em um lavabo, por ser um ambiente pequeno, podemos colocar apenas pontos de luzes focado no vaso sanitário e na bancada. Só tome cuidado na escolha da lâmpada. Utilizar iluminação indireta por meio de arandelas também é uma boa opção.